# Siatum
Siatum fou un antic príncep egipci de la XVIII dinastia. Probablement era un dels fills del faraó Tuthmosis IV i, per tant, el germà o mig germà d'Amenofis III.
Se sap de la seva existència a través de dues fonts: una és una etiqueta que es troba a la mòmia de la seva filla Nebetia, on se'l menciona com el seu pare; l'altra és un relleu a Saqqara del seu tutor Meryre, on s'hi representa un jove anomenat Siatum assegut a la falda de Meryre. No hi ha evidències directes que uneixin les persones d'aquestes dues referències -el pare de Nebetia i l'alumne de Meryre-, però l'estil del relleu data del regnat d'Amenofis, de manera que Meryre en devia ser el tutor durant el regnat d'Amenofis o el del seu predecessor.